# Paulius Jankūnas
Paulius Jankūnas (ur. 24 kwietnia 1984 w Kownie) – litewski koszykarz, występujący na pozycji silnego skrzydłowego, olimpijczyk, multimedalista międzynarodowych imprez, obecnie zawodnik Žalgirisu Kowno.

## Osiągnięcia

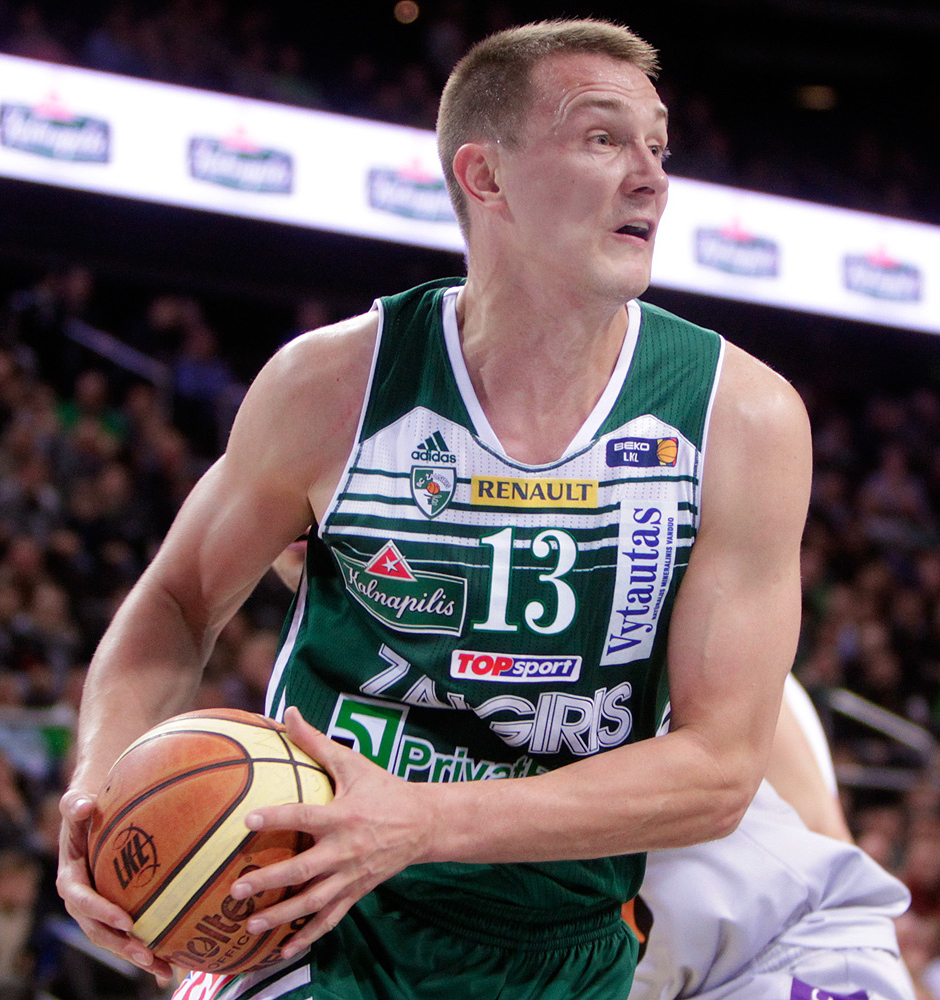
Jankūnas w barwach Žalgirisu Kowno.

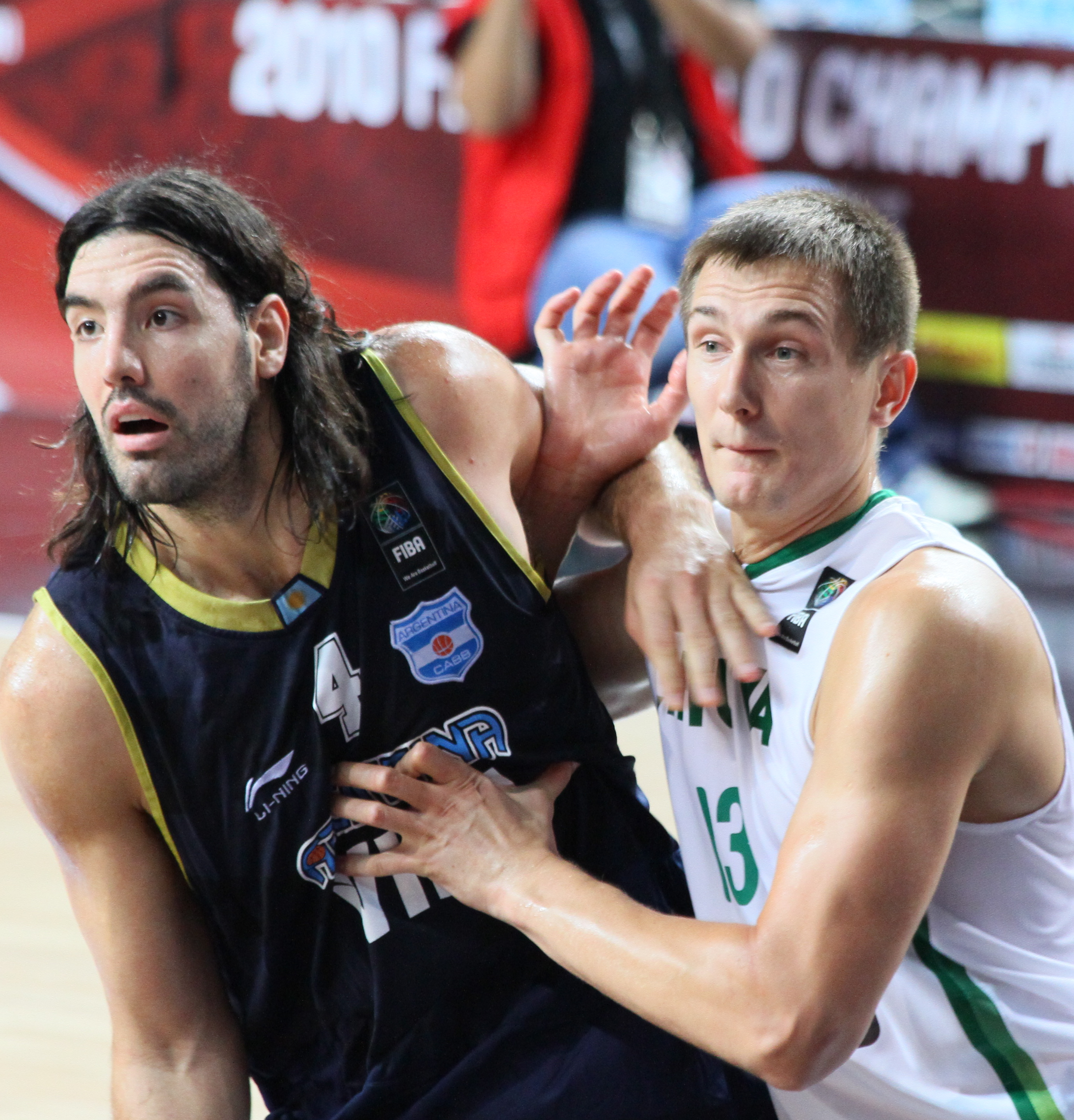
Jankūnas (po prawej) walczący o pozycję z Luisem Scolą podczas mistrzostw świata w 2010.

Stan na 16 listopada 2017, na podstawie, o ile nie zaznaczono inaczej.

### Drużynowe
- Mistrz:
  - Ligi Bałtyckiej (2005, 2008, 2011, 2012)
  - Litwy (2004, 2005, 2007, 2008, 2011–2017)
- Wicemistrz:
  - Ligi Bałtyckiej (2006, 2007, 2009)
  - Litwy (2006, 2009)
- Rosji (2010)
- Brąz VTB (2013)
- Zdobywca:
  - pucharu:
    - Ligi Bałtyckiej (2009)
    - Litwy (2006, 2007, 2011, 2012, 2015, 2017)

  - superpucharu Litwy (2012)
- Finalista Pucharu Litwy (2008, 2009, 2016)
- 4. miejsce w:
  - VTB (2010)
  - pucharze Rosji (2010)

### Indywidualne
- MVP:
  - Ligi Bałtyckiej (2009)
  - ligi LKAL (II ligi litewskiej – 2003)
  - Final Four Pucharu Litwy (2011, 2012)
  - finałów litewskiej ligi LKL (2011, 2014)
  - kolejki Euroligi (26 – 2016/17)
- Zaliczony do I składu play-off ligi litewskiej (2017)
- Uczestnik meczu gwiazd ligi:
  - litewskiej (2008, 2009, 2011–2015)
  - bałtyckiej (2006)
- Lider w:
  - zbiórkach ligi litewskiej:
    - LKL (2014)
    - LKAL (2003)

  - blokach LKAL (2003)
  - ligi litewskiej LKL w skuteczności rzutów[4]:
    - wolnych (91,6% – 2011)
    - za 3 punkty (49,2% – 2016)

### Reprezentacja
Drużynowe
- Mistrz świata U–21 (2005)
- Wicemistrz:
  - Europy (2015)
  - świata U–19 (2003)
  - kwalifikacji olimpijskich (2012)
- Brązowy medalista mistrzostw:
  - świata (2010)
  - Europy (2007)
  - Europy U–20 (2004)
- Uczestnik:
  - igrzysk olimpijskich (2012 – 8. miejsce, 2016 – 7. miejsce)
  - mistrzostw:
    - świata (2006 – 7. miejsce, 2010, 2014 – 4. miejsce)
    - Europy:
      - 2005 – 5. miejsce, 2007, 2011 – 5. miejsce, 2015
      - U–18 (2002 – 4. miejsce)

Indywidualne
- Lider mistrzostw:
  - świata w skuteczności rzutów wolnych (współlider – 93,3% – 2019)[5]
  - Europy U–20 w zbiórkach (2004)